# Cirroctopus
Cirroctopus Naef, 1923 è un genere di molluschi cefalopodi appartenenti all'ordine Octopoda, l'unico della famiglia Cirroctopodidae Collins & Villenueva, 2006. 

## Distribuzione e habitat
Il genere Cirroctopus popola esclusivamente le acque dell'Antartide e della Nuova Zelanda. 
Sono animali prevalentemente bentonici che vivono su fondi molli a profondità batiali e abissali.

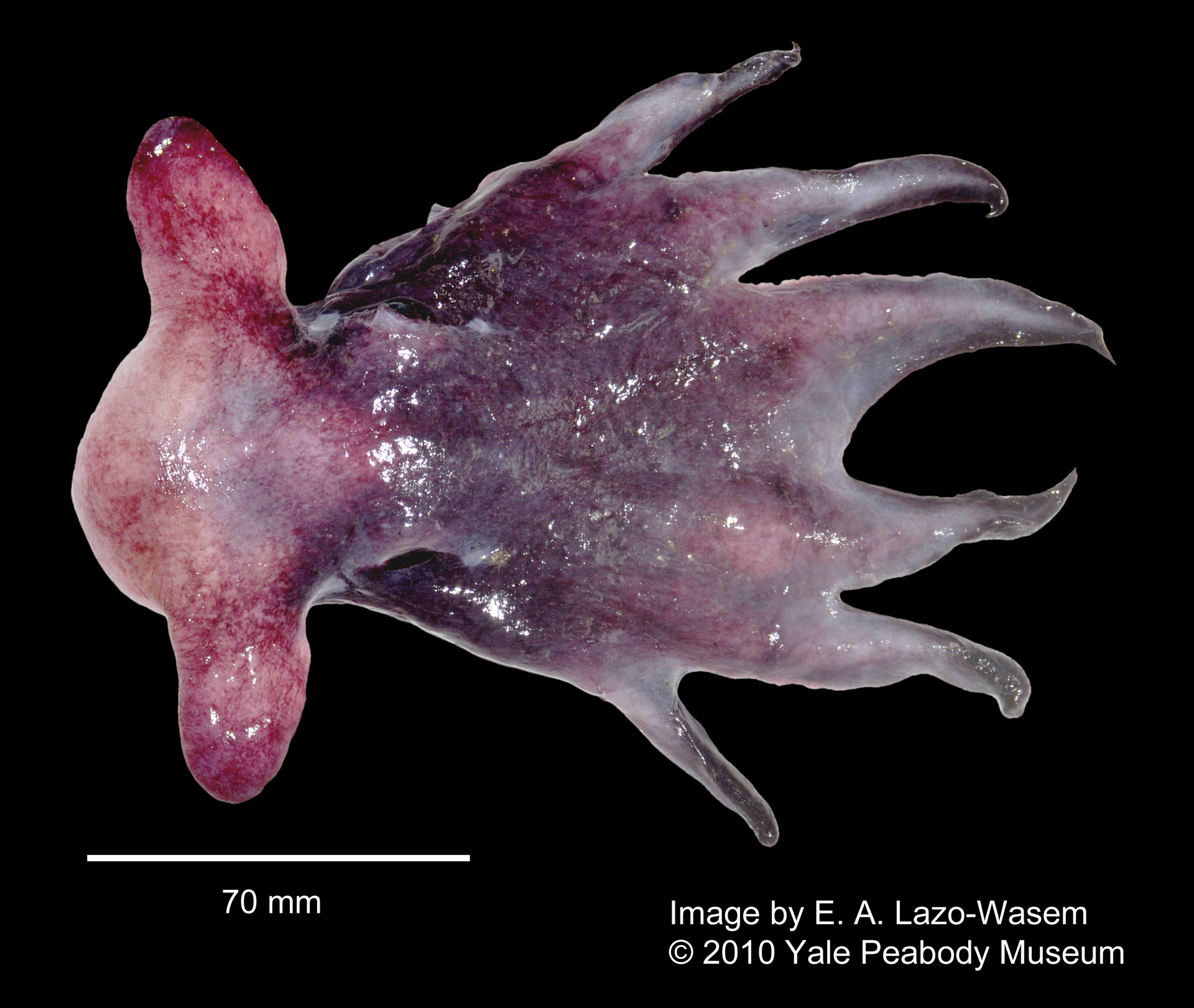
Cirroctopus sp., individuo conservato

## Descrizione
Questo genere raggruppa specie con corpo poco allungato in senso antero-posteriore. Le pinne sono ampie, più che negli altri Cirrata. Gli occhi sono inclinati verso il lato dorsale e sono dotati di cristallino. Le braccia portano ventose di piccole dimensioni e cirri di lunghezza più o meno pari al diametro delle ventose. I maschi, contrariamente agli affini Opisthoteuthidae, non hanno ventose ingrossate. Mancano la radula e il sacco dell'inchiostro.
La lunghezza del mantello raggiunge i 18 cm, la lunghezza totale può superare i 60.

## Biologia
Poco nota. Al contrario degli Opisthoteuthidae nuotano attivamente utilizzando le pinne.

## Tassonomia
Il genere comprende 4 specie:
- Cirroctopus antarcticus Kubodera & Okutani, 1986
- Cirroctopus glacialis Robson, 1930
- Cirroctopus hochbergi O'Shea, 1999
- Cirroctopus mawsoni Berry, 1917